# Енергетичні ресурси
Приро́дні енергети́чні ресу́рси — гідроенергія, геотермальна, ядерна, сонячна енергія, вітроенергія, енергія морських припливів і відпливів, енергія біомаси та енергія, вироблена іншими нетрадиційними джерелами. Енергетичні ресурси — дані World Energy Council

## Енергетичний потенціал невідновних ресурсів на планеті
| Структура світового виробництва енергетичних ресурсів (млрд. т у.п./%) | Структура світового виробництва енергетичних ресурсів (млрд. т у.п./%) | Структура світового виробництва енергетичних ресурсів (млрд. т у.п./%) | Структура світового виробництва енергетичних ресурсів (млрд. т у.п./%) | Структура світового виробництва енергетичних ресурсів (млрд. т у.п./%) | Структура світового виробництва енергетичних ресурсів (млрд. т у.п./%) |
| ---------------------------------------------------------------------- | ---------------------------------------------------------------------- | ---------------------------------------------------------------------- | ---------------------------------------------------------------------- | ---------------------------------------------------------------------- | ---------------------------------------------------------------------- |
| Вид енергетичних ресурсів                                              | 1900                                                                   | 1920                                                                   | 1960                                                                   | 1980                                                                   | 1998                                                                   |
| Вугілля Нафта Природний газ Гідроенергія Атомна енергія Інші           | 0,77/57,3 0,03/2,3 0,01/0,8 0,50/37,8                                  | 1,34/62,6 0,14/6,5 0,03/1,4 - 0,60/28,1                                | 2,17/42,8 1,32/26,1 0,58/11,4 0,30/5,9 - 0,70/13,8                     | 2,75/26,3 4,36/41,7 1,90/18,2 0,63/6,0 0,22/2,1 0,60/15,7              | 3,83/29,2 4,5/34,3 1,85/14,1 0,7/5,3 1,4/10,7 0,8/6,1                  |
| Разом                                                                  | 1,32                                                                   | 2,14                                                                   | 5,07                                                                   | 10,46                                                                  | 13,10                                                                  |

## Енергетичний потенціал відновних ресурсів на планеті
| Енергетичний потенціал відновних ресурсів на планеті, в Україні і в Закарпатті | Енергетичний потенціал відновних ресурсів на планеті, в Україні і в Закарпатті | Енергетичний потенціал відновних ресурсів на планеті, в Україні і в Закарпатті | Енергетичний потенціал відновних ресурсів на планеті, в Україні і в Закарпатті |
| Вид енергії                                                                    | Запаси потенційні / реальні в млрд. кВт год/рік                                | Запаси потенційні / реальні в млрд. кВт год/рік                                | Запаси потенційні / реальні в млрд. кВт год/рік                                |
| Вид енергії                                                                    | на планеті                                                                     | в Україні                                                                      | в Закарпатті                                                                   |
| ------------------------------------------------------------------------------ | ------------------------------------------------------------------------------ | ------------------------------------------------------------------------------ | ------------------------------------------------------------------------------ |
| Енергія сонячних променів                                                      | 668·106 / —                                                                    | 720·103 / 130                                                                  | 1,15·103 / 3,4                                                                 |
| Енергія вітру                                                                  | 17,4·106                                                                       | 965·103 / 360                                                                  | 25 / 15                                                                        |
| Енергія гідроресурсів                                                          | 18·103 / —                                                                     | 17,4 / 6,4                                                                     | 8,2 / 3,3                                                                      |
| Енергія геотермальних вод                                                      | - / —                                                                          | 5,1·106 / 14·103                                                               | 35·103 / 0,9                                                                   |
| Енергія земних надр (теплонасосна)                                             | 134·103 / —                                                                    | 2,2 / 2,2                                                                      | 2,2 / 2,2                                                                      |
| Енергія біомаси                                                                | - / —                                                                          | 12,5 / 6,1                                                                     | 1,2 / 1,2                                                                      |

## Доведені запаси енергії в секстильйонах[3]Дж (кінець 2009 року)
Залишкові запаси викопного палива оцінюються як::
| Паливо  | Доведені запаси енергії в секстильйонах Дж (кінець 2009 року) |
| ------- | ------------------------------------------------------------- |
| Вугілля | 19.8                                                          |
| Газ     | 36.4                                                          |
| Нафта   | 8.1                                                           |

Це доведені запаси енергії; реальні запаси можуть бути в чотири і більше разів більшими. Ці цифри дуже невизначені. Оцінка залишків викопного палива на планеті залежить від детального розуміння земної кори. Існує невизначеність щодо загальної кількості запасів, а також щодо того, скільки з них можна отримати з прибутком, з технологічних, економічних і політичних причин, таких як доступність родовищ копалин, рівень сірки та інших забруднюючих речовин у нафті та вугілля, транспортні витрати та суспільна нестабільність у видобувних регіонах.

## Тенденції, перспективи, прогнози
За даними World Energy Council  https://www.iea.org/reports/world-energy-investment-2023/overview-and-key-findings безперечним лідером щорічних інвестицій у чисту енергію у 2019—2023 рр. є Китай (понад 180 млрд дол.. США у 2022 р.), за яким слідує Європейський Союз, а потім з дещо більшим відривом — США. У Азії значимі позитивні позиції займають Японія (дещо менше 30 млрд дол.) та Індія (дещо менше 20 млрд дол.), Африка в цілому — 10 млрд дол. Цікаво, що за цей період Росія не тільки не зростала, а навіть зменшила на 4-5 млрд дол. щорічні інвестиції у чисту енергію.
Позитивний імпульс інвестицій у чисту енергетику не розподіляється рівномірно між країнами чи секторами, що підкреслює проблеми, які необхідно вирішити політикам, щоб забезпечити широкий і безпечний перехід. Макроекономічне середовище створює додаткові перешкоди, пов'язані з вищою короткостроковою прибутковістю активів, що працюють на викопному паливі, а також зростанням вартості запозичень і боргового тягаря. Інвестиції в чисту енергію часто вимагають великих початкових витрат, що робить вартість фінансування важливою змінною для інвесторів, навіть якщо це з часом компенсується нижчими експлуатаційними витратами.
Понад 90 % збільшення інвестицій у чисту енергетику з 2021 року припало на країни з розвиненою економікою та Китай. Є яскраві прояви в інших місцях: наприклад, інвестиції в сонячну енергію залишаються динамічними в Індії; розгортання в Бразилії стабільно зростає; активність інвесторів пожвавлюється в деяких частинах Близького Сходу, зокрема в Саудівській Аравії, Об'єднаних Арабських Еміратах та Омані. Однак вищі відсоткові ставки, нечіткі політичні рамки та ринковий дизайн, фінансова напруженість комунальних підприємств і висока вартість капіталу стримують інвестиції в багатьох інших країнах. Примітно, що зростання інвестицій у чисту енергію в країнах з розвинутою економікою та Китаї з 2021 року перевищує загальні інвестиції в чисту енергію в решті світу.
У той час як розгортання сонячної енергії з кожним роком зростає, портфель проектів для деяких інших технологій був менш надійним. Інвестиції у вітроенергетику змінювалися щороку на ключових ринках у відповідь на зміну політичних обставин. Інвестиції в атомну енергетику зростають, але гідроенергетика, ключове джерело гнучкості енергетичного ринку з низьким рівнем викидів, має тенденцію до зниження.
Слабка мережева інфраструктура є обмежуючим фактором для інвестицій у відновлювану енергетику в багатьох країнах, що розвиваються, і тут також поточні інвестиційні потоки є висококонцентрованими. На країни з розвинутою економікою та Китай припадає 80% світових витрат і майже весь приріст за останні роки.
Що стосується газових інвестицій, то вони знаходяться між миттєвим дефіцитом і довгостроковою невизначеністю. На тлі скорочення поставок російського газу до Європи на 80% у 2022 році спостерігається зростання інвестицій в альтернативні джерела постачання та інфраструктуру скрапленого природного газу (LNG-технології). 
Спостерігається швидке розширення водневих проектів (виробництво водню)  з низьким рівнем викидів і збільшення потужностей CCUS .
Триває хвиля нових потужностей для регазифікації, оскільки країни прагнуть забезпечити імпорт скрапленого природного газу (СПГ). З 2022 по 2025 рік річна потужність Європи з регазифікації зросте на 50 млрд кубометрів, збільшивши загальну потужність континенту з імпорту СПГ на одну п’яту. Імпортні проекти зростають ще швидше в Азії, де до 2025 року планується додати понад 100 млрд кубометрів імпортних потужностей СПГ (більше половини в Китаї).
Криза також спонукала додаткові інвестиції в потужності зі зрідження, що є найдорожчою частиною ланцюга створення вартості газу. Близько 60 млрд кубометрів потужностей отримали зелене світло після вторгнення Росії в Україну, що майже вдвічі перевищує кількість нових схвалень порівняно з останнім десятиліттям. Разом із проектами, які вже будуються, це веде до безпрецедентних 170 млрд кубометрів експортних потужностей, які можуть бути введені в експлуатацію між 2025 і 2027 роками.
Ключова дилема для інвесторів у 2020-ті роки, які реалізують великі, капіталомісткі проекти постачання газу, полягає в тому, як узгодити значне зростання попиту в найближчій перспективі з невизначеним і, можливо, зниженням довгострокового попиту. Це особлива проблема для Європи, враховуючи жорсткі кліматичні цілі континенту. Багато імпортерів не бажали укладати довгострокові контракти на постачання газу. Надання переваги плавучим терміналам регазифікації було способом уникнути блокування майбутніх викидів.
Крім того, конкуренція за виробництво чистої енергії та постачання найважливіших мінералів і металів є головною проблемою для стійкості переходів на чисту енергію.
Рекордні продажі електромобілів, значні інвестиції в акумулятори для зберігання електроенергії (які, як очікується, наблизиться до 40 мільярдів доларів США у 2023 році, що майже вдвічі перевищує рівень 2022 року) і поштовх політиків до розширення внутрішніх ланцюгів постачання викликали хвилю нових літієвих проектів з виробництва йонних батарей по всьому світу. На даний момент Китай є головним гравцем на всіх етапах світового виробництва акумуляторів, за винятком видобутку найважливіших корисних копалин. У 2022 році понад 75% існуючих потужностей з виробництва акумуляторів було розташовано в Китаї. 
Ключове питання для виробників акумуляторів полягає в тому, чи відповідатимуть поставки найважливіших мінералів попиту. Інвестиції у видобуток найважливіших корисних копалин для виробників акумуляторів зросли на 30% у 2022 році. Витрати на розвідку також зросли, зокрема літію, міді та нікелю, головним чином у Канаді та Австралії та завдяки зростанню активності в Бразилії та країнах, багатих на ресурси в Африці. Але перехід від розвідки до нового виробництва може тривати більше 10 років, і все ще існує поширене занепокоєння, що критичні інвестиції в корисні копалини стануть стримуючим фактором для виробництва та впровадження чистих технологій.